# زیردریایی یو-۷۰ (۱۹۴۰)
زیردریایی یو-۷۰ (۱۹۴۰) (به انگلیسی: German submarine U-70 (1940)) یک زیردریایی بود که طول آن ۶۷٫۱ متر (۲۲۰ فوت ۲ اینچ) بود. این زیردریایی در سال ۱۹۴۰ ساخته شد.